# Subportela, Deocriste e Portela Susã
Subportela, Deocriste e Portela Susã est une paroisse civile portugaise (en portugais : freguesia) de la municipalité de Viana do Castelo, dans le district de Viana do Castelo.
Son nom officiel est União das freguesias de Subportela, Deocriste e Portela Susã. Elle est créée par la loi no 11-A/2013 du 28 janvier 2013 portant réorganisation administrative du territoire des freguesias, en fusionnant Subportela, Deocriste et Portela Susã. Son siège est à Subportela.
Lors du recensement de 2021, Subportela, Deocriste e Portela Susã compte 2 250 habitants.